# 1677 en France
Chronologie de la France
- 1673
- 1674
- 1675
- 1676
- 1677
- 1678
- 1679
- 1680
- 1681

Cette page concerne l’année 1677 du calendrier grégorien.

## Événements
- 1er janvier : Racine fait jouer Phèdre par la troupe de l’Hôtel de Bourgogne. Le succès est à l’origine d’une cabale menée par Pradon qui présente sa tragédie, Phèdre et Hippolyte à l’Hôtel de Guénégaud le 3 janvier, qui débouche sur l’Affaire des sonnets. Racine et Boileau, menacés par duc d’Aumont se réfugient chez Gourville à l’Hôtel de Condé. La tragédie de Racine est représentée lors des fêtes données par Colbert au château de Sceaux le 11 juillet[1],[2].
- 5 janvier : Isis de Lully, est représenté pour la première fois à Saint-Germain-en-Laye ; la pièce reçoit un accueil médiocre[3].

- 1er février : démolition des Piliers de Tutelle, monument gallo-romain de Bordeaux, pour dégager le glacis du Château Trompette[4].
- 3 mars : le vice-amiral d’Estrées attaque Tobago ; une flotte néerlandaise est brûlée dans le port mais les Français ne peuvent s’emparer de l’île[5].
- 17 mars : le maréchal de Luxembourg s’empare de Valenciennes[6].

- 11 avril :  Philippe d’Orléans, frère du roi Louis XIV, bat Guillaume III d’Orange à Noordpeene lors de la bataille de la Peene[6].

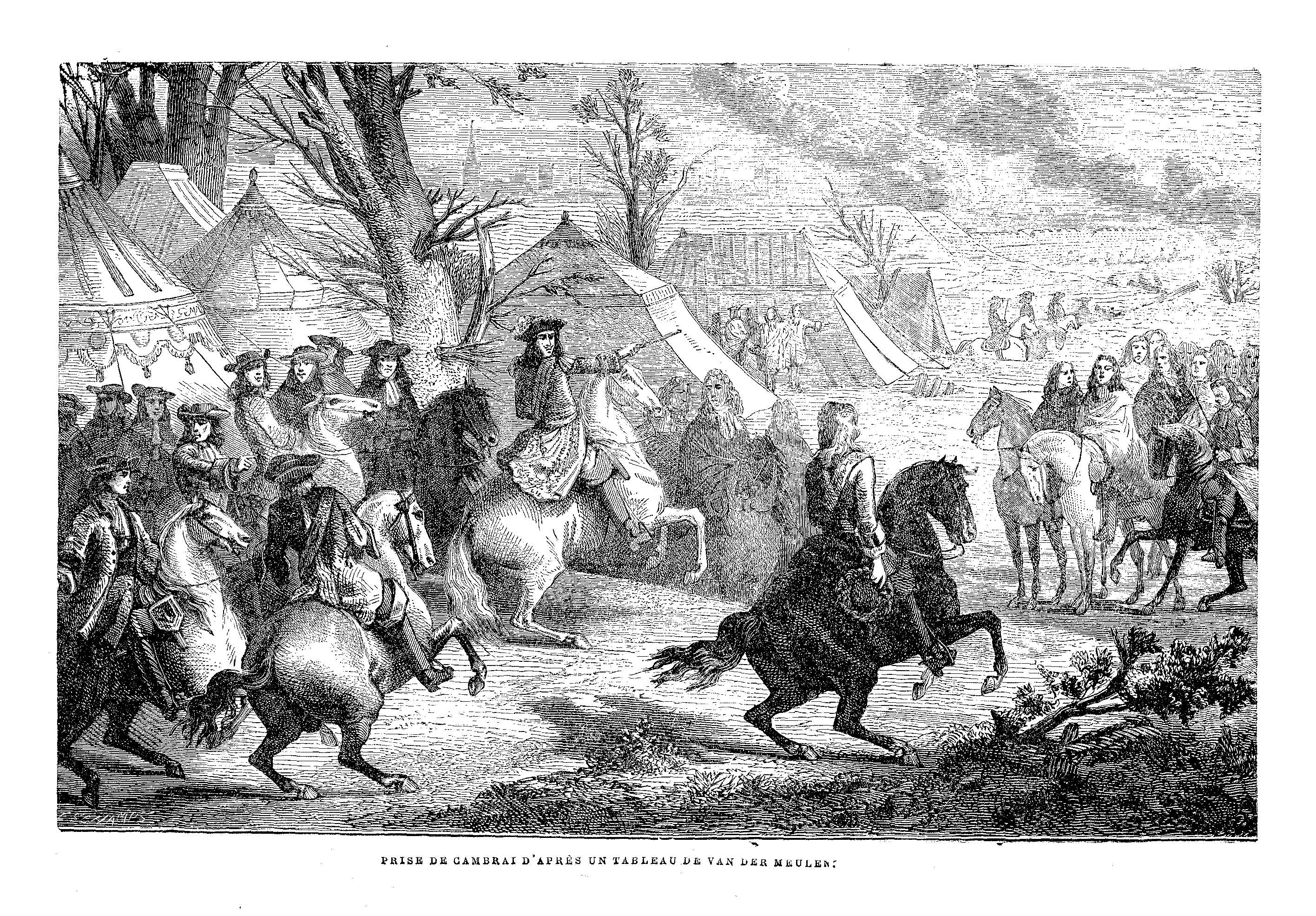
Siège de Cambrai en 1677, illustration de 1905.

- 18 avril :  le maréchal de Luxembourg s’empare de Cambrai[6].
- 22 avril : prise de Saint-Omer par la France[6].

- 12 juillet : victoire de la flotte française sur les Hollandais près d’Ouessant[7].

- 6-12 août : échec du siège de Charleroi par Guillaume d’Orange[6].
- 25 août : Paul Tallement fait l’éloge de Louis XIV lors d’un discours à l’académie française : « Louis est la tête qui fait mouvoir tant de bras [...]. Nouveau Jupiter, il lance la foudre, et tous ses Lieutenans, comme autant de bras, font sentir les effets de sa colère en tant de climats différents, que tout l’Univers en résonne; en Flandres, en Allemagne, en Catalogne, en Sicile, à Cayenne, à Tabago... »[8]
- 9 septembre : Te Deum exécuté à Fontainebleau pour le baptême du fils aîné de Lully (treize ans), filleul de Louis XIV[3].

- 4 octobre : règlement du conseil de la Martinique sur la police des esclaves. Il autorise les mutilations (nez, oreilles, bras, jambe). Les esclaves restés marrons de quinze jours à deux mois doivent recevoir le fouet et être marqué à la fleur de lys, de deux à quatre mois, ils auront une oreille coupée, plus de six mois, la jambe[9].
- 7 octobre : victoire de Créquy sur le duc de Lorraine à la bataille de Kokersberg[10].
- 27 octobre : Le Tellier devient chancelier de France (fin en 1685)[11].

- 16 novembre : Créqui prend Fribourg-en-Brisgau[12].

- 1er novembre : le vice-amiral d’Estrées s'empare de l'île de Gorée, au Sénégal, pour le compte du roi de France[13].
- 12 décembre : d’Estrées prend Tobago aux Pays-Bas ; l’amiral Binckes est tué au cours du combat[5].